# Diablo III: Rise of the Necromancer
Diablo III: Rise of the Necromancer (Le retour du nécromancien) est un pack de contenu téléchargeable pour le jeu d'action-RPG Diablo III. Il est annoncé à la BlizzCon 2016 et sort le 27 juin 2017. Ce pack rend accessible la classe du nécromancien. Par la suite, il est inclus dans le pack Diablo III: Eternal Collection pour consoles.

## Fonctionnalités

### Le nécromancien
Ce pack ajoute une nouvelle classe, le nécromancien, un personnage auparavant jouable dans le jeu Diablo II. Celui-ci possède d'ailleurs des compétences similaires, notamment la possibilité de réanimer les morts et d'utiliser les corps de ses ennemis.
Dans l'univers de Diablo, les nécromanciens (aussi nommés prêtres de Rathma) défendent les intérêts de l'Équilibre, ce qui nécessite une régulation des décès et des naissances. Ainsi, ils se doivent d'arrêter les événements qui fragilisent l'Équilibre.

### Autres fonctionnalités
Outre le nécromancien, le pack Rise of the Necromancer ajoute également une mascotte (le golem inachevé), deux emplacements supplémentaires de personnages, deux onglets de coffre (sur PC uniquement) et quelques objets cosmétiques.

## Accueil
- IGN : 8,5/10[4]
- GameSpot : 7/10[5]
- Metacritic : 76%[6]